# بزمجه ساگو
 بزمجه ساگو(نام علمی: Varanus obor) نام یک گونه از سرده بزمجه است.